# Batiscopio

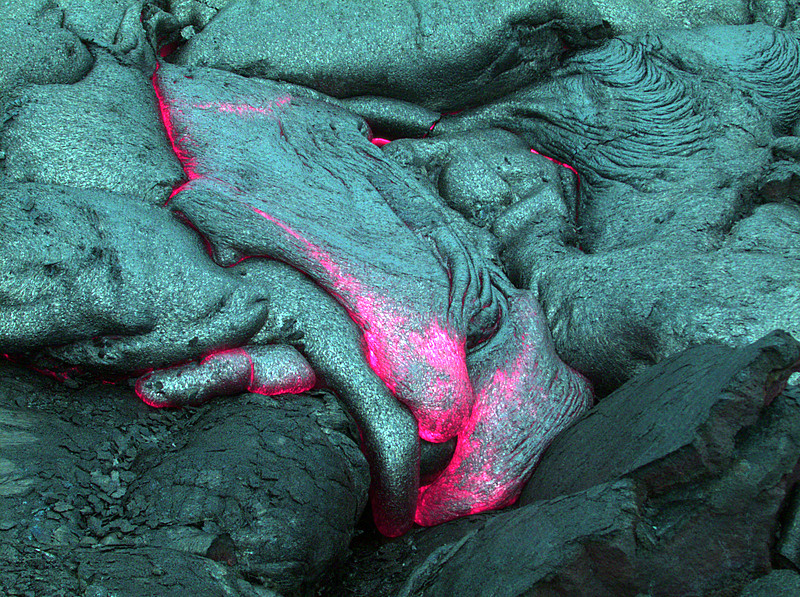
Lava submarina de Hawái fotografiada usando un batiscopio

Un batiscopio o mirafondos es un dispositivo de visión submarina. Se utiliza para ver el mundo submarino desde tierra firme o desde un barco. Elimina el deslumbramiento de la superficie del mar y permite ver lo que la claridad del agua y la luz permitan. El visor submarino puede ser utilizado para observar arrecifes, comprobar amarres, discos de Secchi y otro trabajo de investigación. Es también utilizado como herramienta educativa para mirar plantas, criaturas y hábitats bajo la superficie del mar, de ríos o lagos.
Una versión más avanzada, el telescopio submarino fue patentado por Sarah Mather en 1845, y permitía a los barcos inspeccionar las profundidades del océano. Utilizó una lámpara de trementina en un globo de cristal que se hundía en el agua.. El dispositivo permitía examinar el casco del barco y otros detalles desde la cubierta del barco. En 1864 Sarah Mather añadió una mejora - Patente de EE. UU. Patente número 43465 a su invención anterior para detectar submarinos de guerra sureños.
Se puede utilizar para fotografía sub-acuática a poca profundidad.

## Construcción

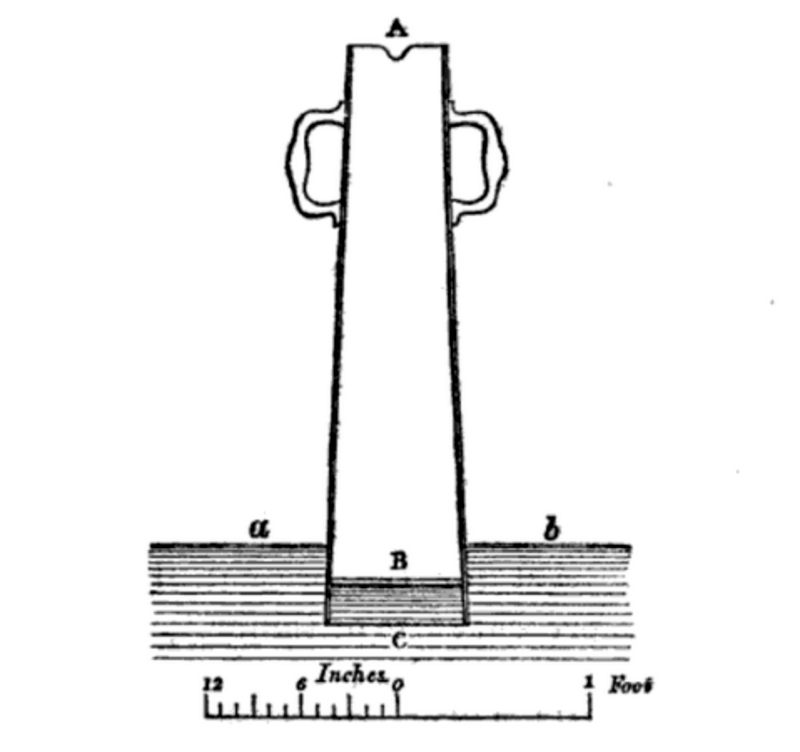
Batiscope of c.a. 1850

El instrumento ha sido llamado popularmente telescopio de agua (water telescope), por razón de la potencia que da su uso para poder ver bajo la superficie del agua, consiste en un tubo de metal o madera, de longitud adecuada, que permite a una persona mirar dentro del agua desde el lado de una barca, con la cabeza apoyada en el extremo superior del tubo, mientras que el extremo inferior está por debajo de la superficie del agua. El extremo superior tiene una forma irregular, que se puede apoyar la cabeza cómodamente, mientras los dos ojos pueden mirar libremente a través del tubo. En el extremo inferior se fija una placa de vidrio (estanca al agua) que, en el uso normal, se debe mantener bajo la superficie del agua.
Un tamaño bastante conveniente para el instrumento representado en la figura, es hacer que la longitud AC, mida 3 pies y la boca A, donde se aplica la cara, sea de una forma ovalada irregular, permitiendo que los dos ojos puedan ver libremente a través del tubo, con un rebaje por un lado, de modo que la nariz pueda respirar libremente y no proyecte la humedad del aliento dentro del tubo. En B hay una placa redonda de vidrio de 8 pulgadas de diámetro, la cual sobre el borde C, tiene acoplada una argolla de plomo de una pulgada de espesor y 3 pulgadas de profundidad; el peso del plomo sirve para ayudar a hundir ligeramente el tubo dentro del agua. Se deben proporcionar agujeros en los lados entre B y C, para dejar escapar el aire y facilitar el contacto del agua en con el vidrio A cada lado hay un mango para poder sujetar el instrumento.

## Galería

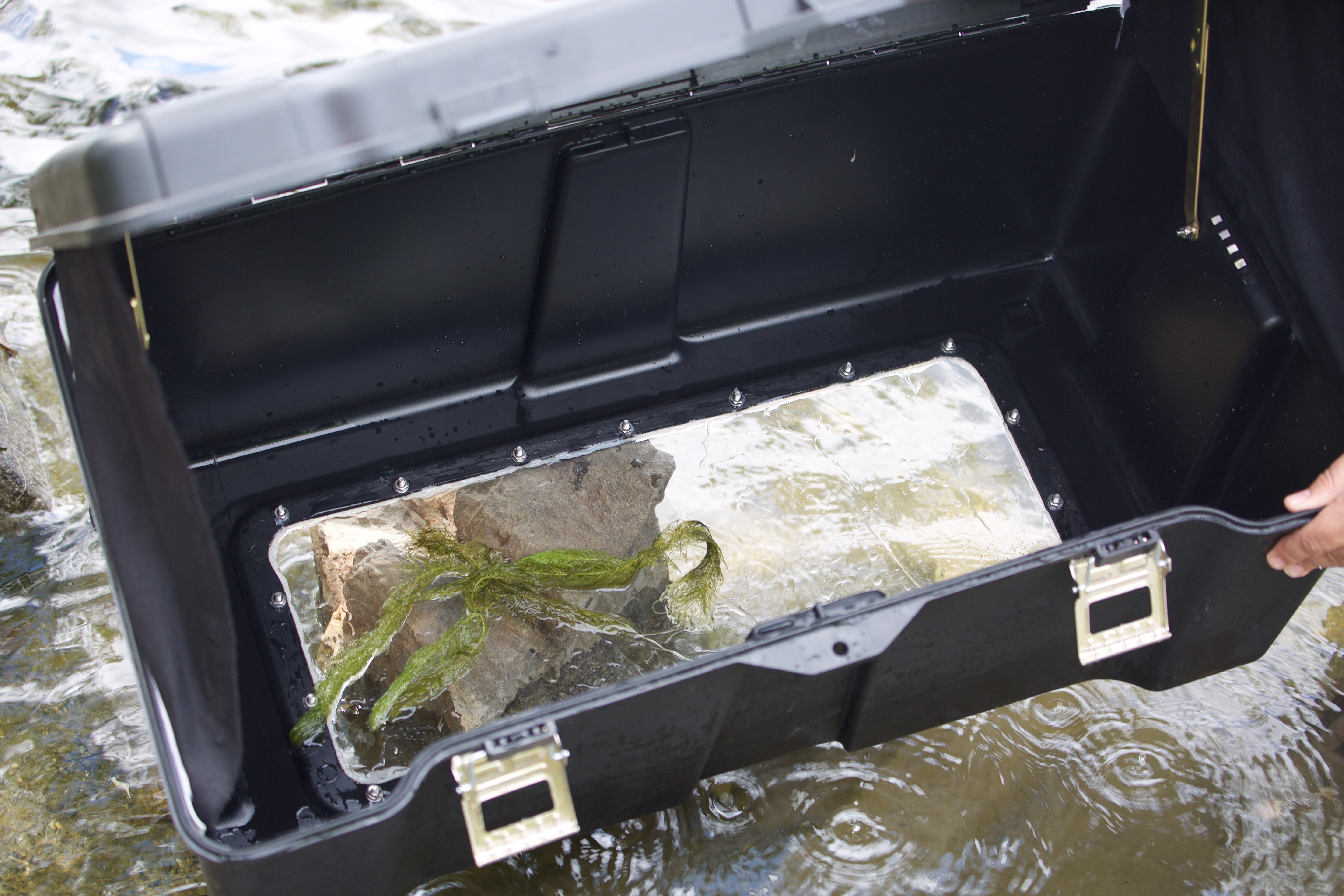
Aquascope portátil
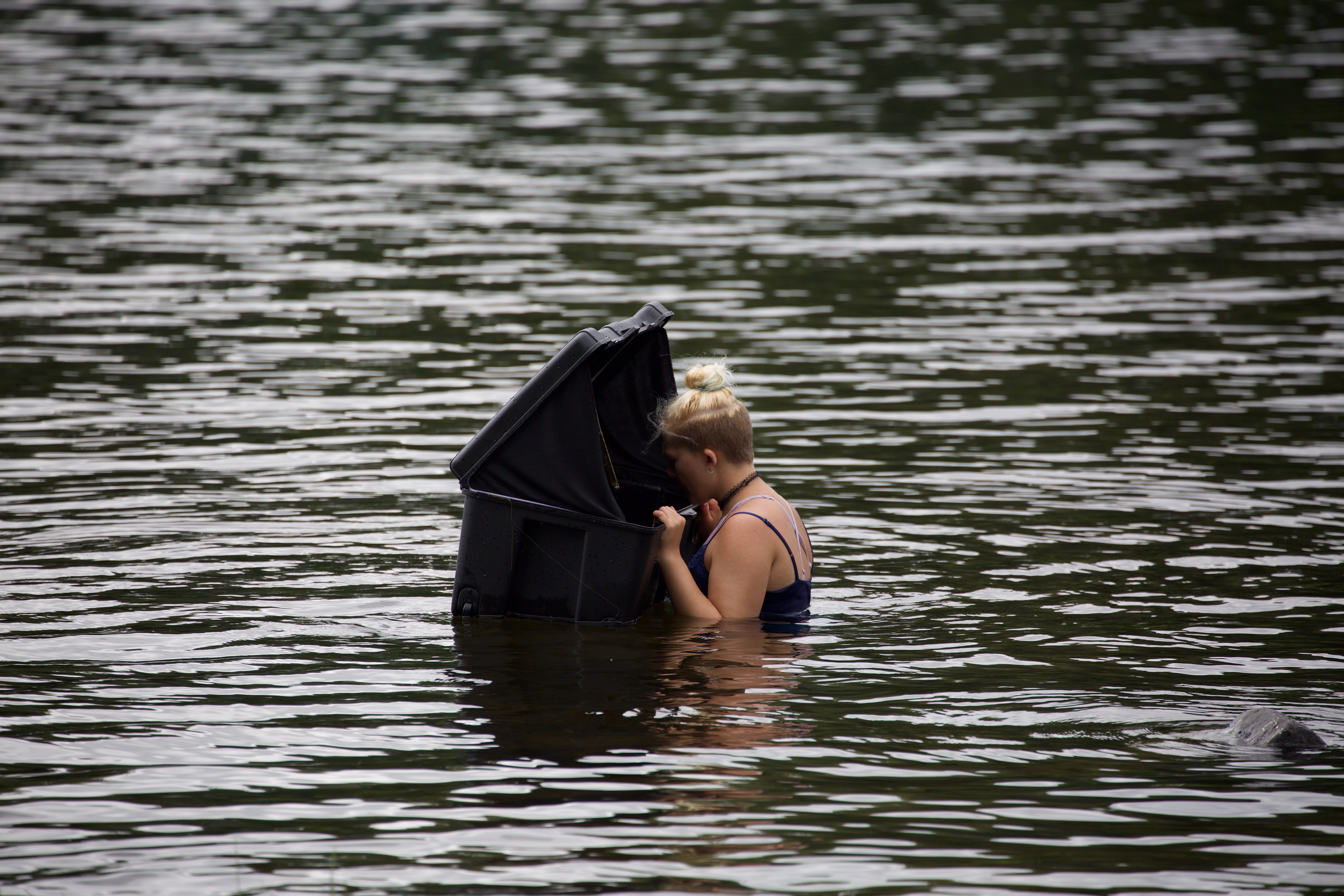
Acquascope en uso
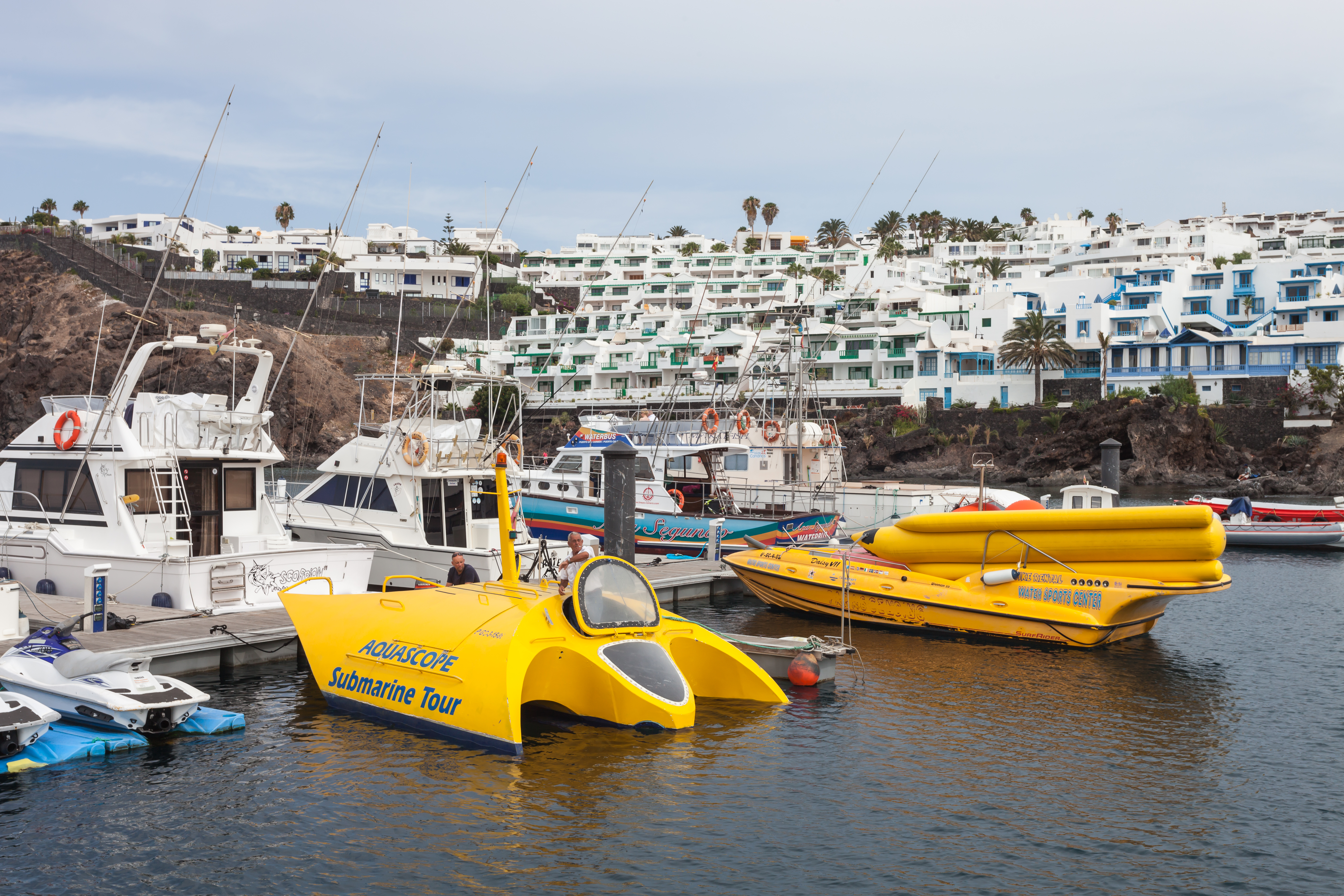
Barcos con Aquascope submarino, Lanzarote, España
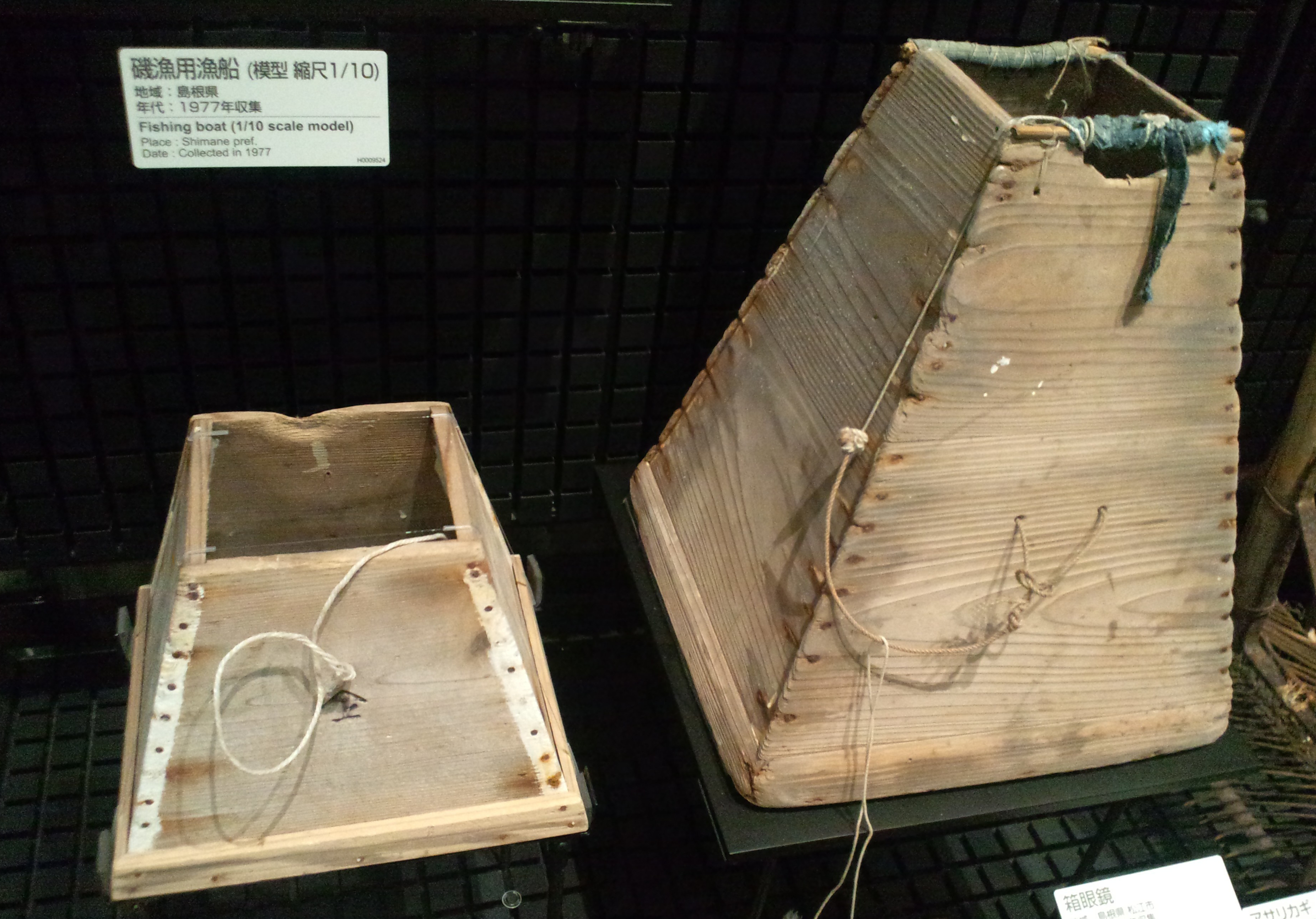
Visor submarino, Museo Nacional de Etnología , Osaka - 1976